# Trinchesia viridis
Trinchesia viridis är en snäckart. Trinchesia viridis ingår i släktet Trinchesia och familjen Tergipedidae. Inga underarter finns listade i Catalogue of Life.